# 尾鷲市
尾鷲市（日语：／ Owase shi */?）是位於日本三重縣南部的城市，東鄰熊野灘，沿海海岸線為沉水海岸，轄內90%的區域為山林地，由於黑潮流過海岸，春秋時來自南方溫暖潮濕的季風常吹入此地，也因此帶來降雨量非常多，年均降雨量可達3,800毫米。
主要市區位於尾鷲灣西岸區域，在市區旁過去曾有中部電力的尾鷲三田火力發電所，不過已在2018年停止使用；而位於尾鷲湾對岸的須賀利町地區為尾鷲的飛地，由於該地區過去在1982年三重縣道202號開通之前並無陸上交通可進入相鄰的紀北町，完全靠海上船隻與尾鷲地區往來，因此在1954年與當時的尾鷲町一同合併為現在的尾鷲市，也成為尾鷲市的飛地。
林業為本地自17世紀開始的產業，尾鷲杉以顏色鮮紅，材質強韌而成為日本著名的木材；目前轄內有超過3,000公頃的市有林地，為加強林業的發展，在2003年向國際森林管理委員會申請了森林認證。

## 人口
| 尾鷲市人口分布圖 |                                               |  |
| 尾鷲市與日本全國年齡別人口分布比較圖 （2005年資料） | 尾鷲市的年齡、男女別人口分布圖 （2005年資料） |  |
| ■紫色是尾鷲市 ■綠色是全国 | ■藍色是男性 ■紅色是女性                       |  |
| 尾鷲市人口變化 \| 1970年 \| 31,562人 \| \| \| 1975年 \| 31,797人 \| \| \| 1980年 \| 31,348人 \| \| \| 1985年 \| 29,741人 \| \| \| 1990年 \| 27,114人 \| \| \| 1995年 \| 25,258人 \| \| \| 2000年 \| 23,683人 \| \| \| 2005年 \| 22,103人 \| \| \| 2010年 \| 20,033人 \| \| \| 2015年 \| 18,009人 \| \| \| 2020年 \| 16,252人 \| \| |                                               |  |
| 資料來源：日本總務省統計中心提供之人口普查數據 |                                               |  |
| 1970年 | 31,562人                                      |  |
| 1975年 | 31,797人                                      |  |
| 1980年 | 31,348人                                      |  |
| 1985年 | 29,741人                                      |  |
| 1990年 | 27,114人                                      |  |
| 1995年 | 25,258人                                      |  |
| 2000年 | 23,683人                                      |  |
| 2005年 | 22,103人                                      |  |
| 2010年 | 20,033人                                      |  |
| 2015年 | 18,009人                                      |  |
| 2020年 | 16,252人                                      |  |

## 歷史
過去最初在令制國時代屬於志摩國英虞郡，直到1582年才由當時的新宮城城主堀內氏善和伊勢國司北畠信雄議定以荷坂峠為界，將以西的這片區域歸入紀伊國牟婁郡。
16世紀戰國時代時期，以率領九鬼水軍而聞名的九鬼氏最初即出身於轄內的九鬼地區。
在江戶時代後成為紀州德川家紀州藩領地，17世紀開始計畫性的栽種日本柳杉和日本扁柏，造就日後尾鷲林業的發展。
19世紀末廢藩置縣後曾隸屬和歌山縣，1872年第一次府縣整併時改劃入度會縣，1876年再併入三重縣。
1889年日本實施町村制，尾鷲灣西岸區域設置了尾鷲町，同時現在的尾鷲市轄區在當時還包括九鬼村、南輪內村、北輪內村、引本村四個行政區劃，引本村的須賀利地區由於陸地交通與引本村之間難以往來，故在1897年分出獨立設置為須賀利村；須賀利村與尾鷲町、九鬼村、南輪內村、北輪內村這五個行政區劃在1954年合併為現在的尾鷲市。

### 變遷表
| 1889年4月1日 | 1889年 - 1912年           | 1912年 - 1944年           | 1945年 - 1954年            | 1955年 - 1989年            | 1989年 - 現在              | 現在                        |                             |
| ------------ | ------------------------- | ------------------------- | -------------------------- | -------------------------- | -------------------------- | --------------------------- | --------------------------- |
| 引本村       | 1899年2月2日 改制為引本町 | 1899年2月2日 改制為引本町 | 1954年8月1日 合併為海山町  | 1954年8月1日 合併為海山町  | 1954年8月1日 合併為海山町  | 2005年10月11日 合併為紀北町 | 2005年10月11日 合併為紀北町 |
| 引本村       | 1897年5月31日 桂城村      |                           | 1954年8月1日 合併為海山町  | 1954年8月1日 合併為海山町  | 1954年8月1日 合併為海山町  | 2005年10月11日 合併為紀北町 | 2005年10月11日 合併為紀北町 |
| 引本村       | 1897年5月31日 須賀利村    | 1897年5月31日 須賀利村    | 1954年6月20日 合併為尾鷲市 | 1954年6月20日 合併為尾鷲市 | 1954年6月20日 合併為尾鷲市 | 1954年6月20日 合併為尾鷲市  |                             |
| 尾鷲町       | 尾鷲町                    | 尾鷲町                    | 1954年6月20日 合併為尾鷲市 | 1954年6月20日 合併為尾鷲市 | 1954年6月20日 合併為尾鷲市 | 1954年6月20日 合併為尾鷲市  |                             |
| 九鬼村       | 1909年10月18日 併入尾鷲町 | 尾鷲町                    | 1954年6月20日 合併為尾鷲市 | 1954年6月20日 合併為尾鷲市 | 1954年6月20日 合併為尾鷲市 | 1954年6月20日 合併為尾鷲市  |                             |
| 九鬼村       | 九鬼村                    |                           | 1954年6月20日 合併為尾鷲市 | 1954年6月20日 合併為尾鷲市 | 1954年6月20日 合併為尾鷲市 | 1954年6月20日 合併為尾鷲市  |                             |
| 北輪內村     |                           |                           | 1954年6月20日 合併為尾鷲市 | 1954年6月20日 合併為尾鷲市 | 1954年6月20日 合併為尾鷲市 | 1954年6月20日 合併為尾鷲市  |                             |
| 南輪內村     |                           |                           | 1954年6月20日 合併為尾鷲市 | 1954年6月20日 合併為尾鷲市 | 1954年6月20日 合併為尾鷲市 | 1954年6月20日 合併為尾鷲市  |                             |

## 交通

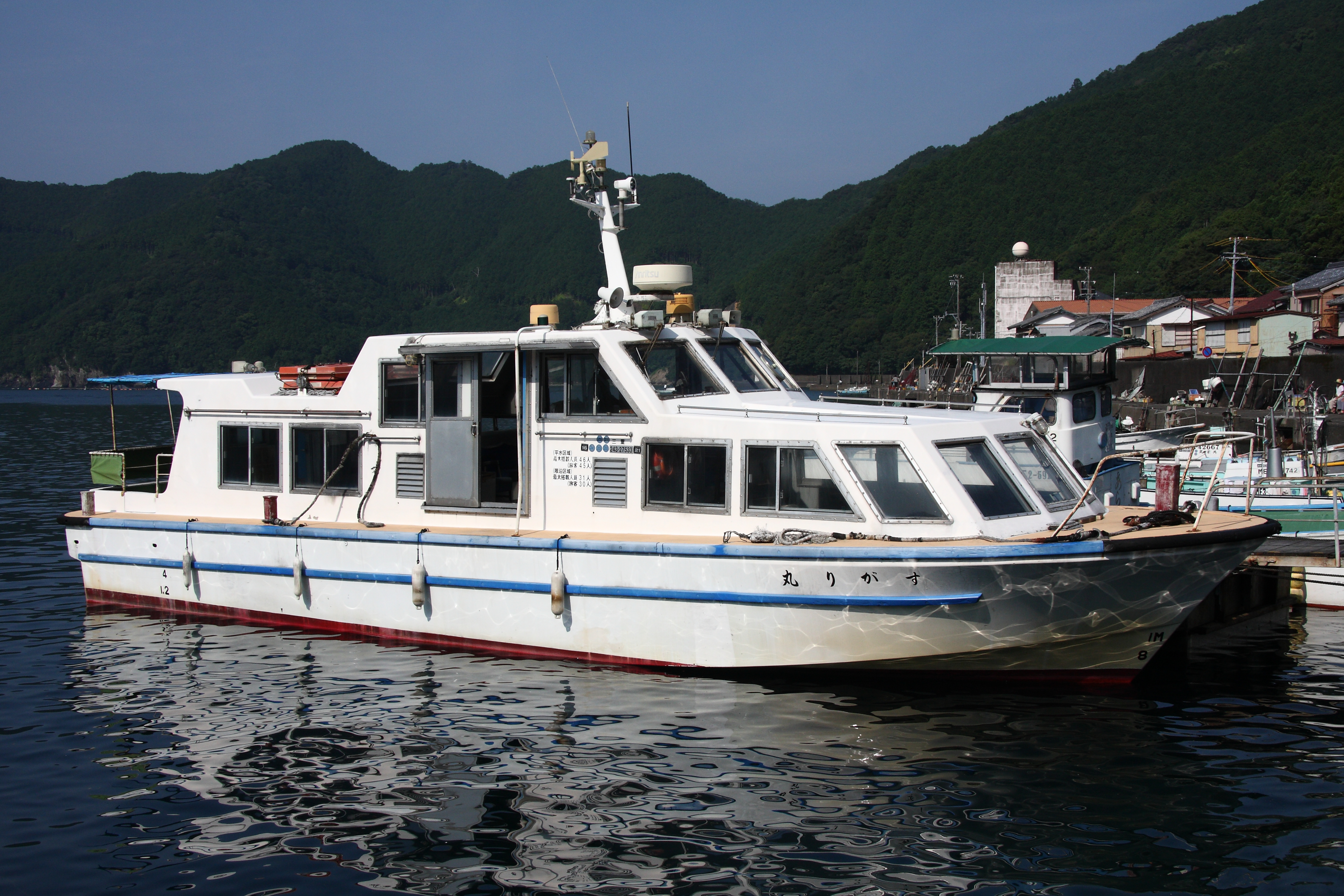
過去停靠在須賀利地區的須賀利巡航船

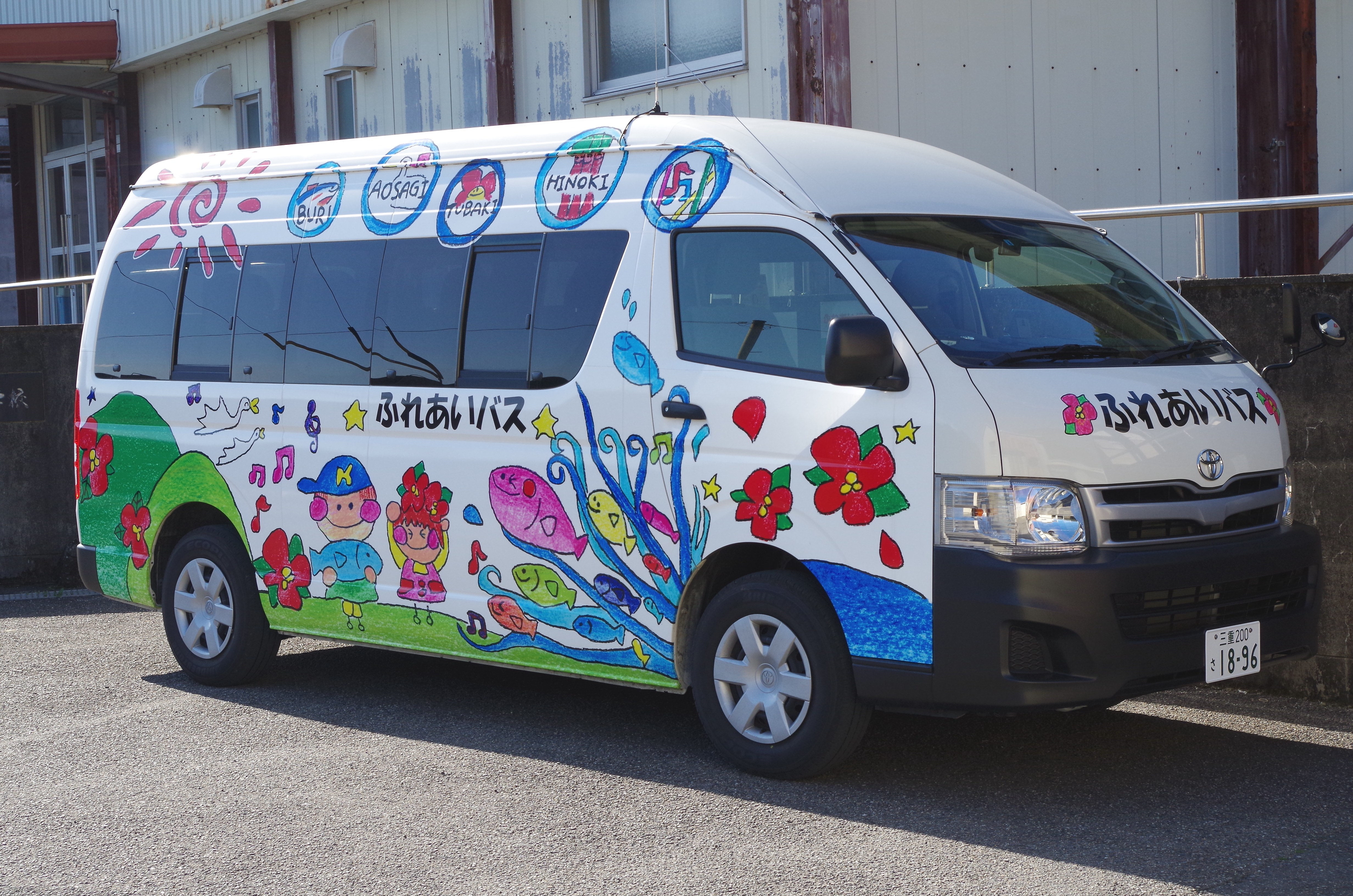
往返須賀利地區的尾鷲市互動巴士

尾鷲的主要聯外通道包括鐵路紀勢本線和高速公路紀勢自動車道，往南也有快速道路熊野尾鷲道路可以通往熊野市，紀勢自動車道與熊野尾鷲道路可在尾鷲北交流道直接銜接。
客運路線則由三重交通及尾鷲市互動巴士所經營，同時自關東、名古屋、三重縣北部往返南紀地區的高速巴士也都會在尾鷲停靠。
位於尾鷲灣北側的飛地須賀利地區過去由於沒有陸上道路可與本州其他地區相連，因此每天開有四航班的渡輪－須賀利巡航船往返尾鷲市區，但在陸上交通打通之後，居民使用渡輪的需求也隨之降低，故在2012年停駛渡輪，改由尾鷲市互動巴士負責須賀利地區至尾鷲市區的運輸交通。

### 鐵路
- 東海旅客鐵道
  - 紀勢本線：（←紀北町） - 尾鷲車站 - 大曾根浦車站 - 九鬼車站 - 三木里車站 - 賀田車站 - （熊野市→）

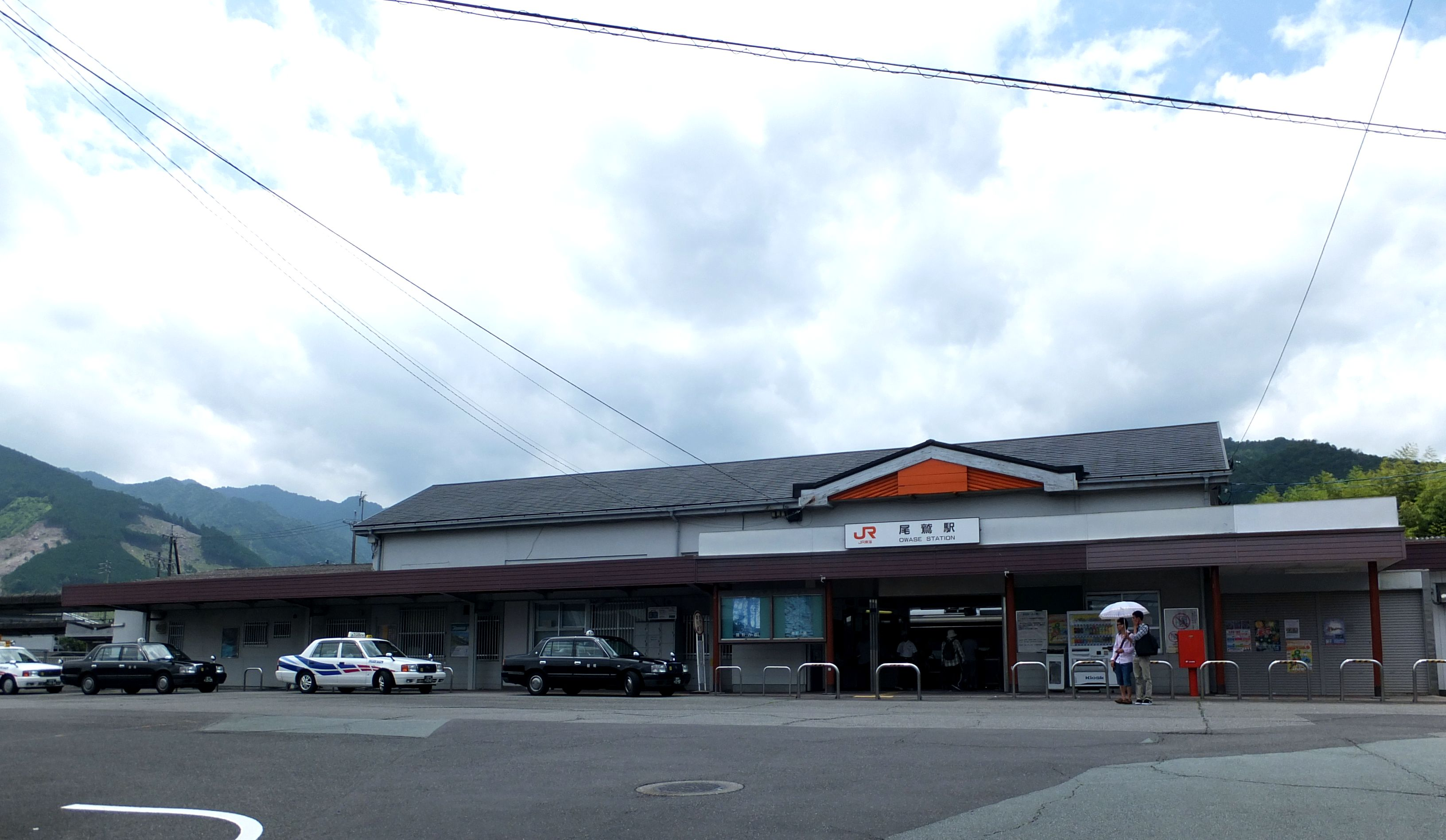
尾鷲車站
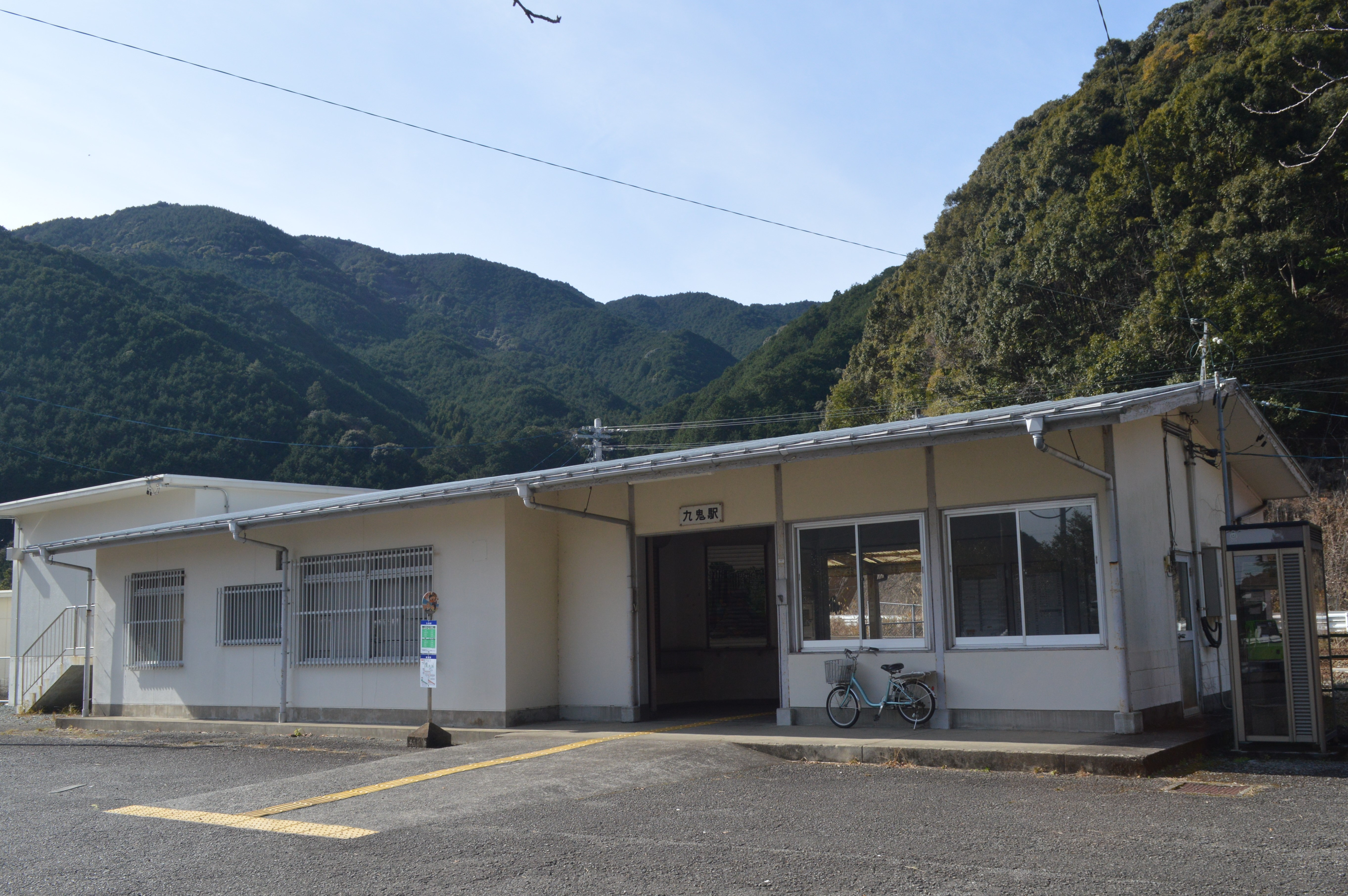
九鬼車站
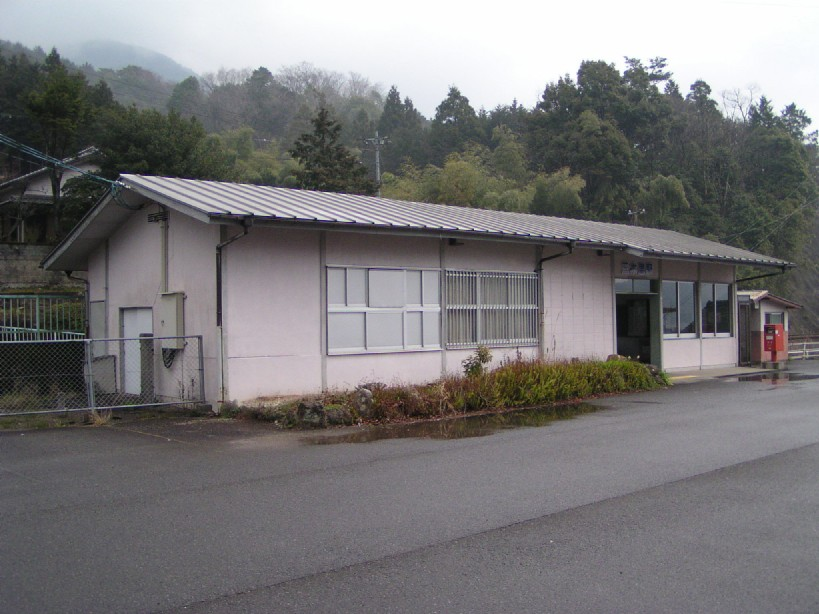
三木里車站
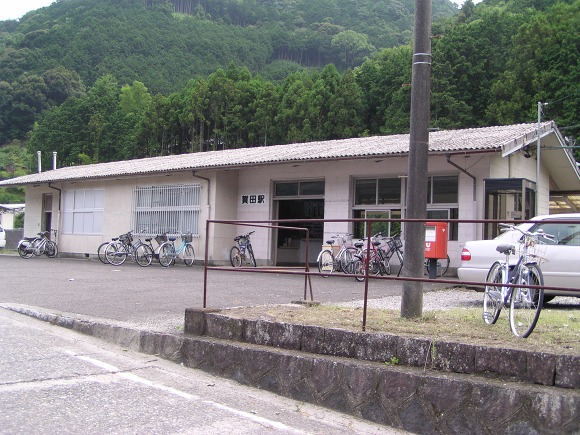
賀田車站

### 公路
高速公路 / 快速道路
- 紀勢自動車道：（紀北町） - 尾鷲北交流道（日语：尾鷲北インターチェンジ）
- 熊野尾鷲道路（日语：熊野尾鷲道路）：尾鷲北交流道 - 尾鷲南交流道（日语：尾鷲南インターチェンジ） - 三木里交流道（日语：三木里インターチェンジ） - 賀田交流道（日语：賀田インターチェンジ） - （熊野市）

## 觀光資源

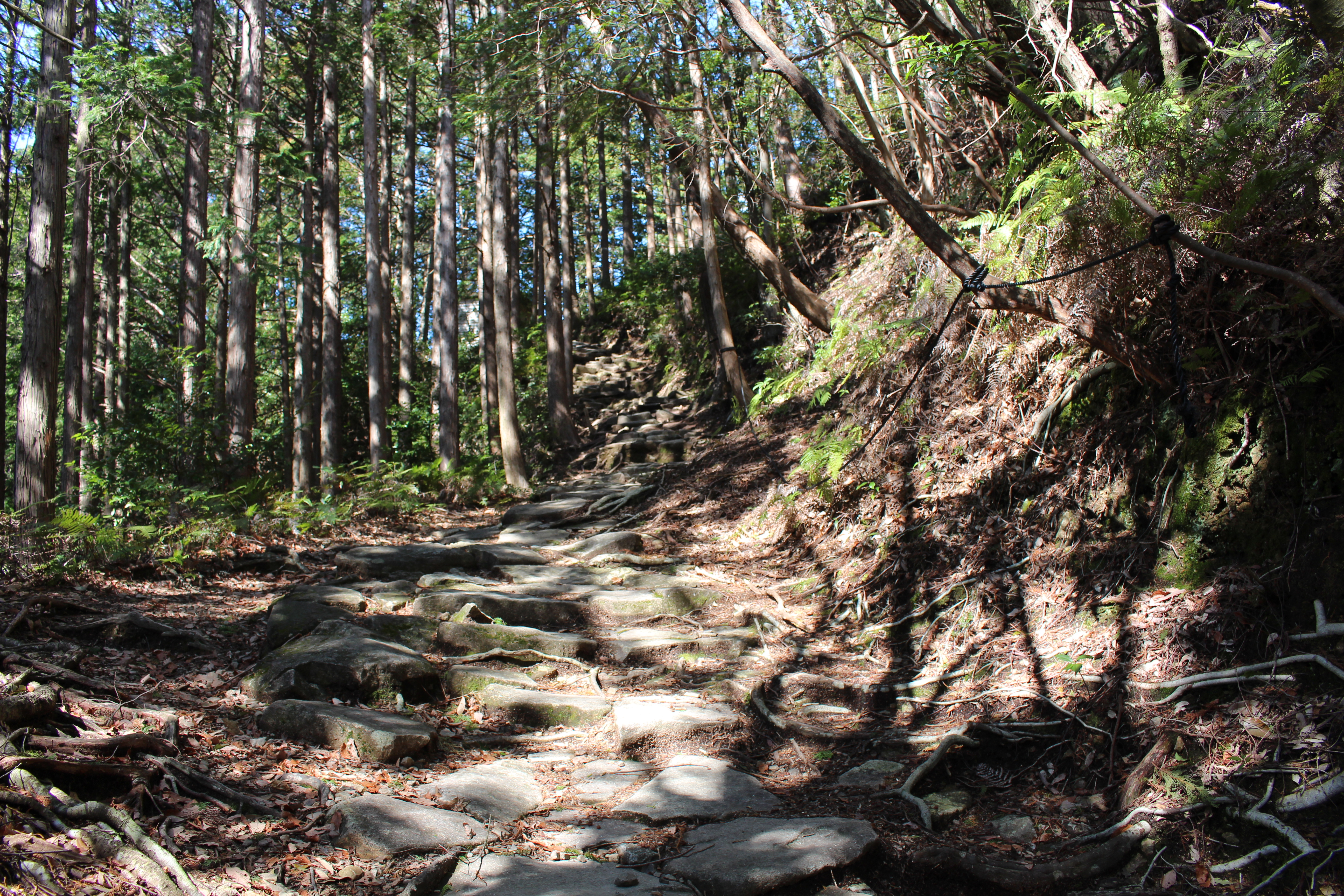
馬越峠的石板路

位於市區北部與紀北町交界處的天狗倉山旁的馬越峠為熊野古道伊勢路的一部分，過去為從伊勢前往熊野三山參拜的古道，仍有過去留下的石疊板。

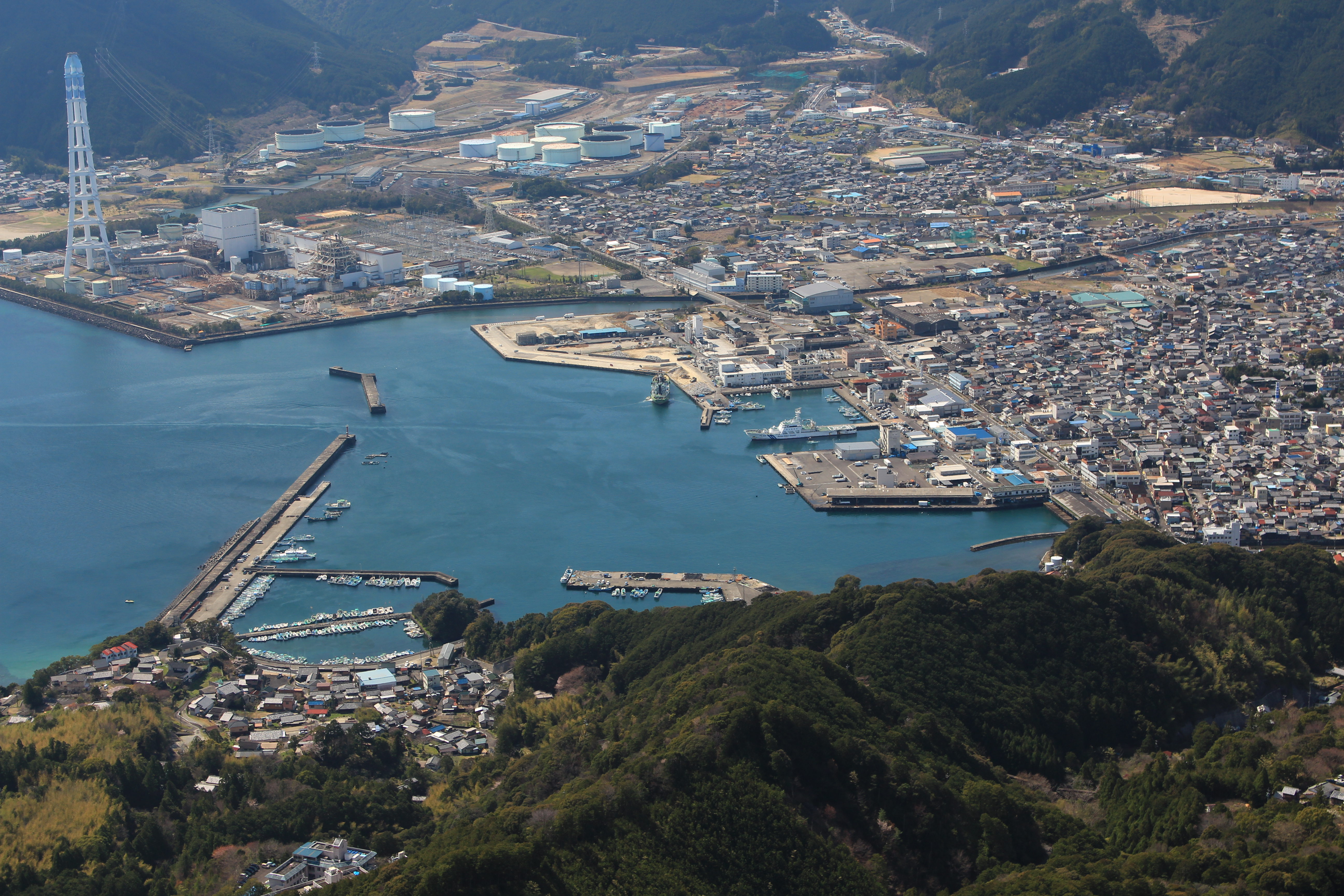
尾鷲港
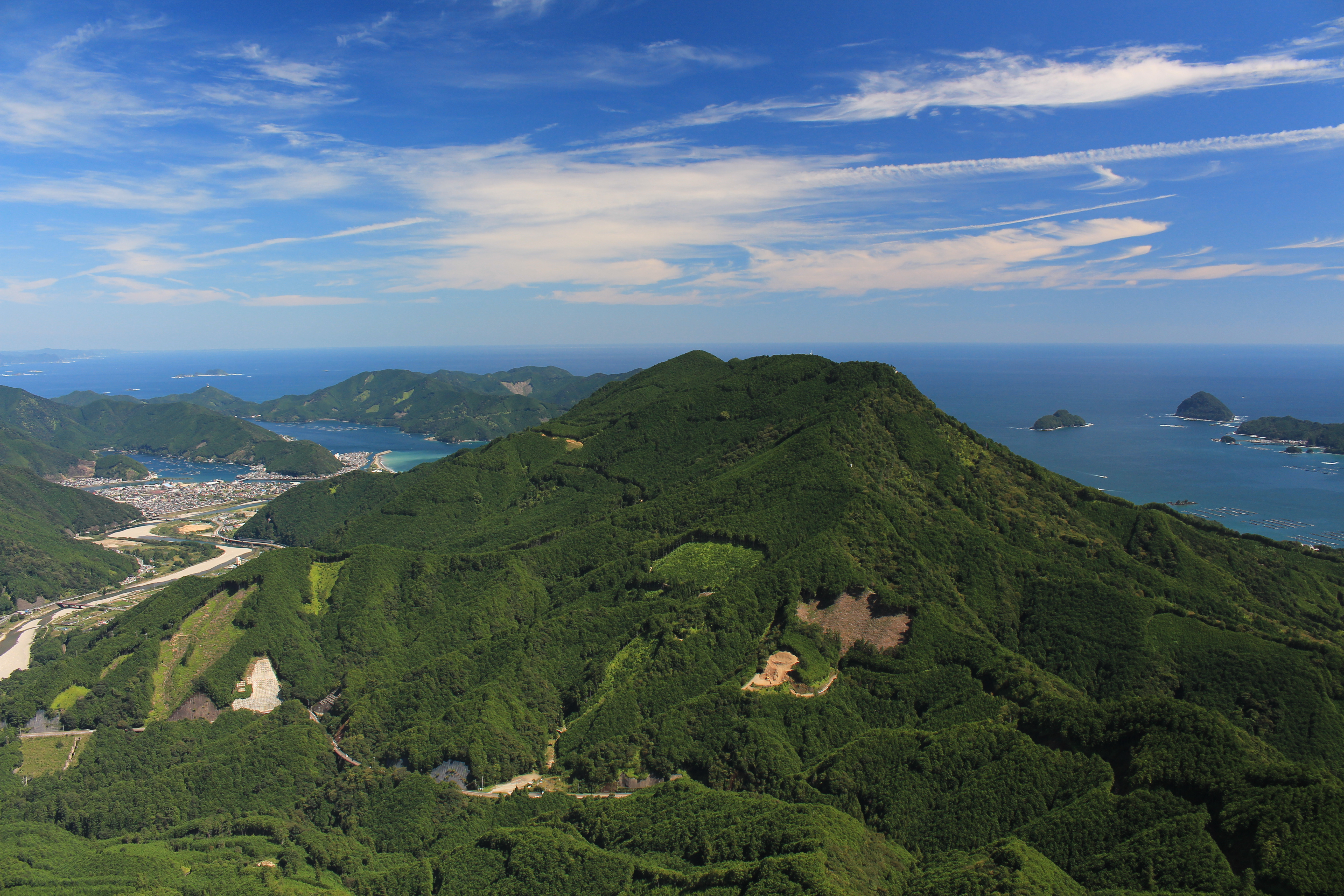
天狗倉山
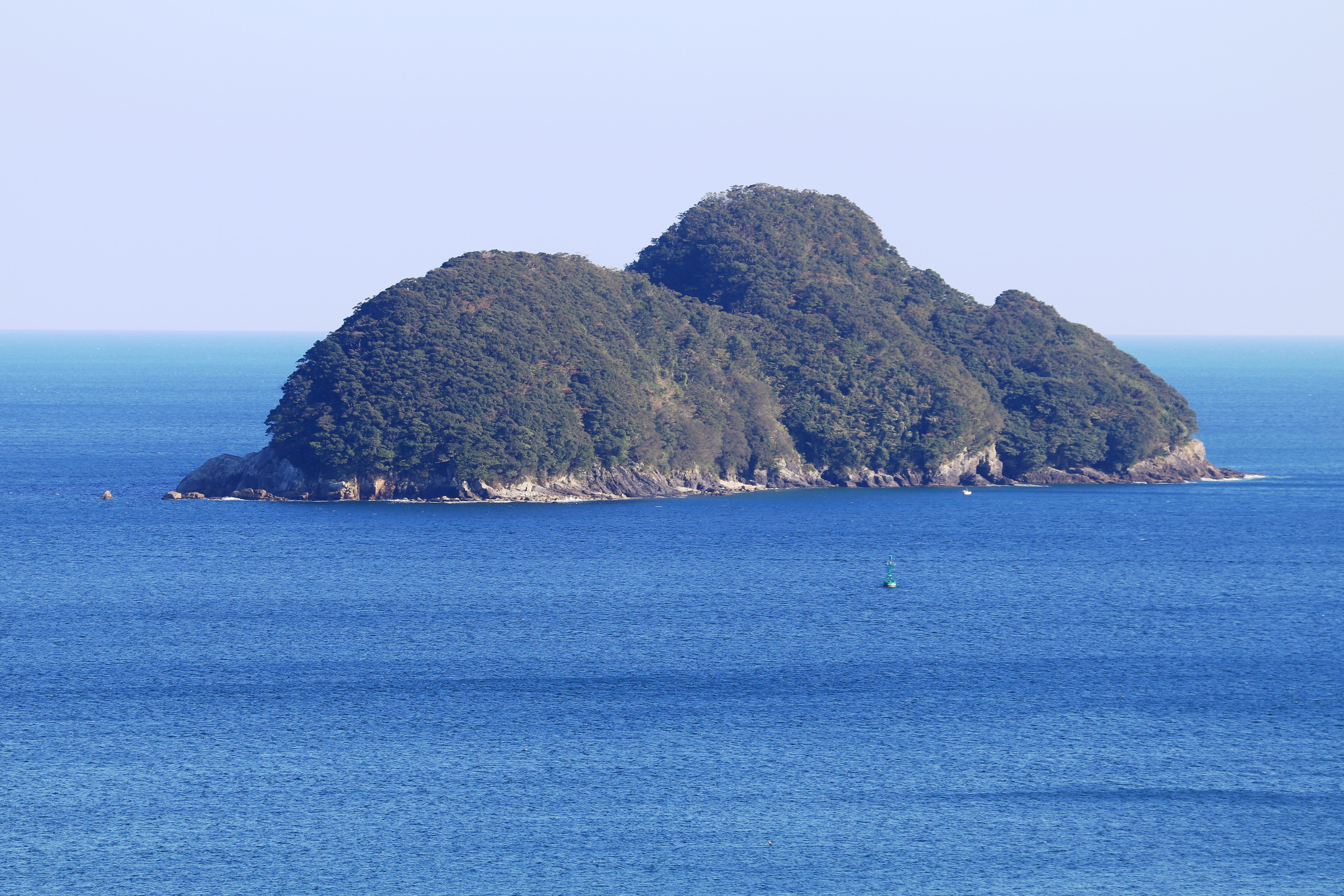
佐波留島
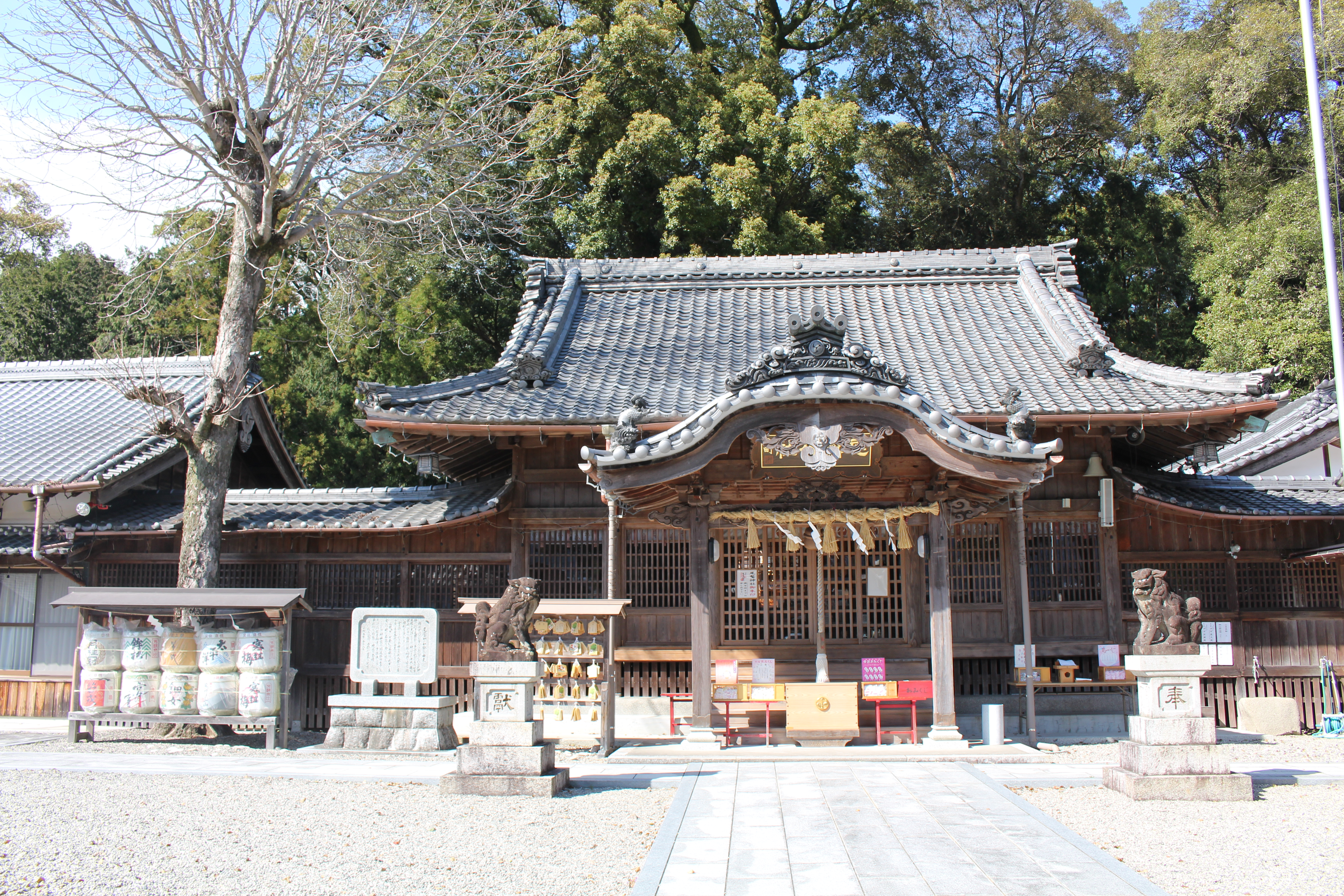
尾鷲神社

## 姊妹、友好城市

### 海外
- 鲁珀特王子港 （加拿大不列颠哥伦比亚省）
於1968年締結為姊妹都市
- 金州區 （中國辽宁省大連市）
於2007年締結為友好協力都市

## 外部連結
- （日語） 尾鷲市的X（前Twitter）
- （日語） 尾鷲市應援團的Facebook專頁
- （日語） 尾鷲市觀光物產協會的Facebook專頁
- （日語） 尾鷲整體觀光物産網站